# Pauline Bremer
Pauline-Marie Bremer (Ossenfeld, 10 aprile 1996) è una calciatrice tedesca, attaccante del Brighton & Hove e della nazionale tedesca.

## Carriera

### Club
Bremer si appassiona al calcio dopo aver visto  La tribù del pallone - Sfida agli invincibili, film diretto da Joachim Masannek che ruota attorno a una partita giocata tra ragazzini. Decide di iniziare l'attività agonistica nel 2005, tesserandosi col l'SVG Göttingen 07, allenandosi successivamente con una squadra di ragazzi all'SCW Göttingen.
Nel 2012 si trasferisce al Turbine Potsdam, dove inizialmente viene utilizzata nella squadra riserve (Turbine Potsdam II) che disputa il campionato di 2. Frauen-Bundesliga, secondo livello del campionato tedesco femminile di calcio, nel girone Nord. Tuttavia già dall'inverno è aggregata alla prima squadra diretta dal tecnico Bernd Schröder, facendo il suo debutto in Frauen-Bundesliga il 2 dicembre 2012, nell'11ª giornata di campionato, rilevando al 69' Stefanie Mirlach nell'incontro casalingo vinto per 5-0 con le avversarie del Gütersloh. Nella stessa stagione, il 17 febbraio 2013, va a segno per la prima volta in Bundesliga, (13ª giornata) siglando al 45' la rete del parziale 2-0 con il Friburgo, incontro poi terminato 3-1 per la squadra di Potsdam. Chiude la sua prima stagione da titolare con 3 reti su 11 presenze in campionato, alle quali si aggiungono 2 presenze in Coppa di Germania dove segna anche una rete quella che al 120' fissa sul 4-1 l'incontro la semifinale con il Bayern Monaco, mentre la squadra chiude al 2º posto in campionato dietro al Wolfsburg, squadra che vince anche la finale di coppa con il risultato di 3-2, mentre in UEFA Women's Champions League viene eliminata agli ottavi di finale dalle inglesi dell'Arsenal.
Rimane con il Turbine Potsdam per altre due stagioni, avendo anche l'occasione di debuttare in UEFA Women's Champions League, scendendo in campo all'andata dei sedicesimi di finale dell'edizione 2013-2014, il 10 ottobre, nell'incontro vinto in trasferta 5-0 con le ungheresi del MTK Hungária. In quella stagione la squadra riesce a raggiungere le semifinali, venendo eliminata dalle campionesse d'Europa in carica, il Wolfsburg. Continua a disputare il campionato ad alti livelli, chiudendo la stagione  2013-2014 al 3º posto in Bundesliga e al 4º in quello seguente. In Coppa di Germania, dopo una deludente eliminazione già al 2º turno nell'edizione 2013-2014, perdendo 3-2 con l'SGS Essen poi giunto in finale, in quella successiva arriva alla finale dove ritrova il Wolfsburg che vince l'incontro per 3-0. Nell'estate 2015 decide di non rinnovare il contratto, congedandosi dalla società con un tabellino di 24 reti complessive e 63 incontri fra campionato, coppa e Champions League.
Il 1º giugno 2015, appena diciannovenne, viene annunciato il suo trasferimento alle campionesse di Francia dell'Olympique Lione, sottoscrivendo un contratto biennale per giocare per la prima volta in carriera in un campionato estero. Le due stagioni francesi sono le più proficue nella carriera, aggiudicandosi sotto la guida tecnica di Gérard Prêcheur il treble campionato-Coppa di Francia-Champions League, in entrambe le edizioni.

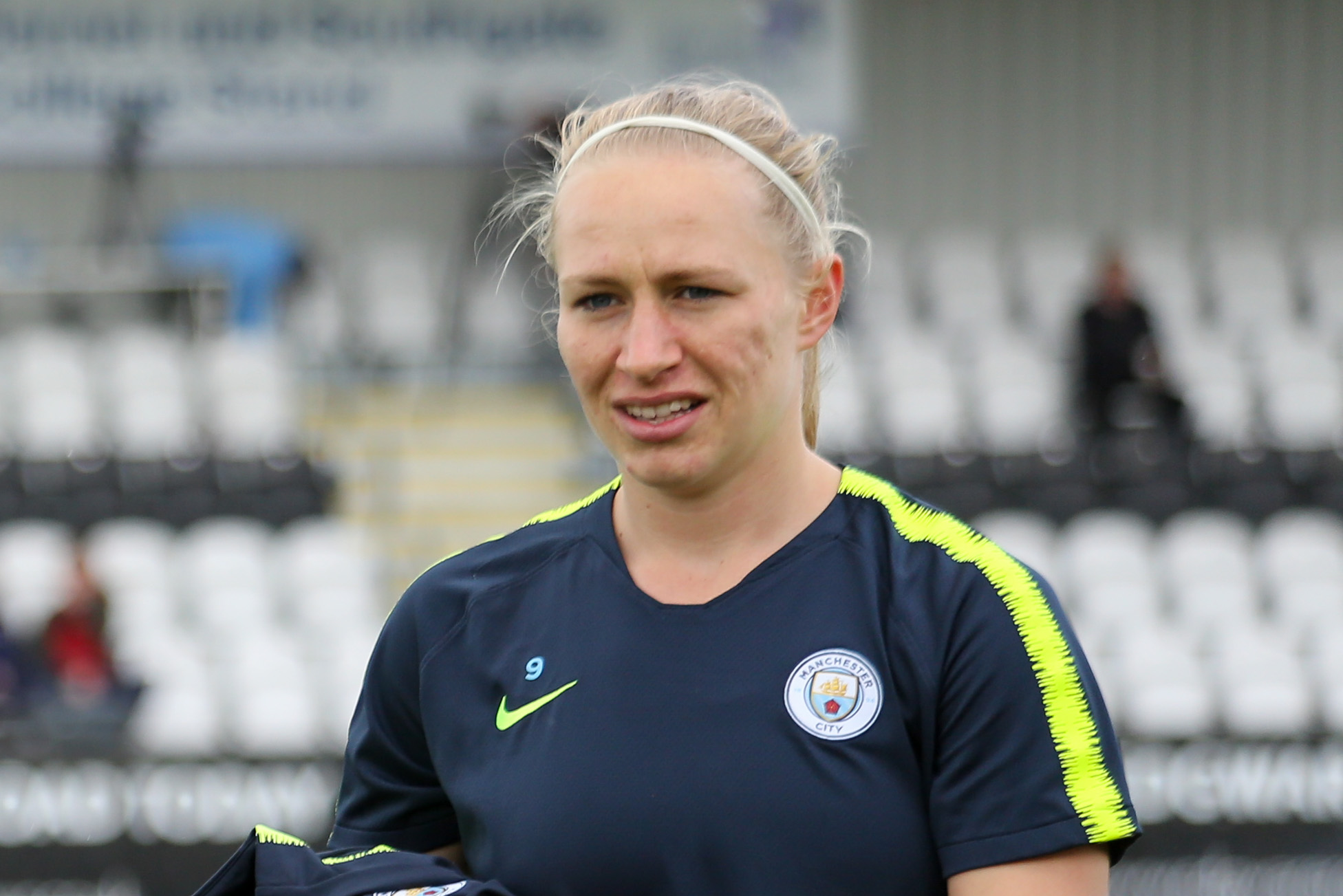
Bremer in Arsenal vs Manchester City dell'11 maggio 2019.

La stagione 2015-2016 è funestata da un infortunio che la tiene distante dal terreno di gioco da novembre a fine febbraio, e riuscendo a sostenere un'intera partita solo ad aprile 2016. Riesce comunque a dare il suo contributo, siglando 5 reti su 10 incontri di campionato alle quali si aggiunge una doppietta alle polacche del Medyk Konin ai sedicesimi di Champions League e tornando pienamente a disposizione di Prêcheur nella parte finale della stagione. La stagione seguente viene impiegata in 18 dei 22 incontri di campionato, dove sigla 4 reti, giocando anche 3 incontri di coppa siglando complessivamente 5 reti tra cui una tripletta alle avversarie del Guingamp nei sedicesimi di finale, incontro vinto dalle OL per 5-0, e scendendo in campo in 7 dei 9 incontri di Champions League saltando solamente le due semifinali con il Manchester City.
Scaduti gli obblighi contrattuali Bremer decide di trasferirsi nuovamente all'estero, sottoscrivendo con il Manchester City un nuovo contratto biennale nell'ambito di un accordo tra le due società che cede alle francesi il difensore Lucy Bronze.. A disposizione del tecnico Nick Cushing, gioca la sua prima partita per le Citizens il 7 ottobre, nell'incontro contro l'Everton, siglando al 18' la rete del parziale 3-1. All'inizio del secondo tempo tuttavia Bremer non riesce a far ritorno in campo per le conseguenze di un duro contrasto con il difensore avversario Gabrielle George, incidente che si rivela grave, accertando in seguito trattarsi una frattura alla gamba con conseguente necessaria interruzione dell'attività per ben 13 mesi e saltando così tutto il resto della stagione.
Ritorna in campo con il City solamente il 5 dicembre 2018, nell'incontro della Continental Cup vinta 6-0 sullo Sheffield Utd, giocando comunque solo 4 incontri in campionato e altri 2 in Coppa senza mai andare a rete. Condivide tuttavia con le compagne un campionato di vertice, concluso al 2º posto a 7 punti dall'Arsenal, squadra che vince anche la sua seconda FA Women's Cup battendo in finale 3-0 il West Ham. Ristabilita completamente, e con un contratto esteso al terzo anno, Cushing la impiega con regolarità in tutta la stagione successiva, scendendo in campo dalla 2ª giornata di campionato e andando subito a rete segnando la doppietta con cui supera per 2-0 il Reading.
Alla fine di febbraio 2020 il Manchester City annuncia che Bremer abbandonerà la squadra al termine della stagione per far ritorno in Germania per indossare la maglia del Wolfsburg.

### Nazionale
Bremer inizia ad essere convocata dalla federazione calcistica della Germania (DFB) dal 2005, chiamata a rappresentare il proprio paese nelle nazionali giovanili inizialmente con la formazione Under-15, passando per Under-16, Under-17, con la quale conquista il titolo di campione d'Europa nell'edizione 2012, Under-19, fino ad approdare alla Under-20 con la quale si laurea campione del mondo a Canada 2014.
Nel 2014 viene selezionata dal ct Silvia Neid nella nazionale maggiore impegnata nella fase di qualificazione del campionato mondiale di Canada 2015, facendo il suo debutto il 10 aprile 2014, nell'incontro dove la Germania si impone per 4-0 sulle avversarie della Slovenia. In seguito Neid la impiega in diverse amichevoli e decide di inserirla nella lista delle 23 atlete in partenza per il Mondiale del Canada emessa il 24 maggio 2015. Durante il torneo scende in campo in una sola occasione, nella partita della fase a gironi, gruppo B, giocata l'11 giugno e pareggiata 1-1 con la Norvegia. In seguito Neid la convoca durante le qualificazioni all'Europeo di Paesi Bassi 2017, non ritenendo tuttavia di inserirla nella lista delle giocatrici chiamate a rappresentare la Germania al torneo di calcio femminile dei Giochi della XXXI Olimpiade di Rio 2016.
Quando al termine dell'Olimpiade Steffi Jones rileva Neid sulla panchina della nazionale, le rinnova la fiducia decidendo di valutarla in alcune amichevoli e convocandola all'edizione 2017 della SheBelieves Cup. Inserita nella iniziale lista delle 23 giocatrici impegnate nella fase finale dell'Europeo dei Paesi Bassi 2017 emessa il 30 giugno 2017, a causa delle sue non perfette condizioni prima dell'inizio del torneo viene rilevata in rosa da Carolin Simon.

## Statistiche

### Presenze e reti nei club
| Stagione               | Squadra                | Campionato             | Campionato | Campionato | Coppe nazionali | Coppe nazionali | Coppe nazionali | Coppe continentali | Coppe continentali | Coppe continentali | Altre coppe | Altre coppe | Altre coppe | Totale | Totale |
| Stagione               | Squadra                | Comp                   | Pres       | Reti       | Comp            | Pres            | Reti            | Comp               | Pres               | Reti               | Comp        | Pres        | Reti        | Pres   | Reti   |
| ---------------------- | ---------------------- | ---------------------- | ---------- | ---------- | --------------- | --------------- | --------------- | ------------------ | ------------------ | ------------------ | ----------- | ----------- | ----------- | ------ | ------ |
| 2012-2013              | Turbine Potsdam        | BL                     | 11         | 3          | CG              | 2               | 1               | UWCL               | -                  | -                  | -           | -           | -           | 13     | 4      |
| 2013-2014              | Turbine Potsdam        | BL                     | 20         | 7          | CG              | 1               | 0               | UWCL               | 8                  | 1                  | -           | -           | -           | 29     | 8      |
| 2014-2015              | Turbine Potsdam        | BL                     | 17         | 4          | CG              | 4               | 8               |                    | -                  | -                  | -           | -           | -           | 21     | 12     |
| Totale Turbine Potsdam | Totale Turbine Potsdam | Totale Turbine Potsdam | 48         | 14         |                 | 7               | 9               |                    | 8                  | 1                  |             | -           | -           | 63     | 24     |
| 2015-2016              | Olympique Lione        | D1                     | 10         | 5          | CF              | 3               | 0               | UWCL               | 7                  | 2                  | -           | -           | -           | 20     | 7      |
| 2016-2017              | Olympique Lione        | D1                     | 18         | 4          | CF              | 3               | 5               | UWCL               | 7                  | 0                  | -           | -           | -           | 28     | 9      |
| Totale Olympique Lione | Totale Olympique Lione | Totale Olympique Lione | 28         | 9          |                 | 6               | 5               |                    | 14                 | 2                  |             | -           | -           | 48     | 16     |
| 2017-2018              | Manchester City        | SL 1                   | 2          | 1          | CI              | -               | -               | WCL                | 1                  | 0                  | -           | -           | -           | 3      | 1      |
| 2018-2019              | Manchester City        | SL                     | 4          | 0          | CI              | ?               | ?               | WCL                | 2                  | 0                  | -           | -           | -           | 6+     | 0+     |
| 2019-2020              | Manchester City        | SL                     | 12         | 10         | CI              | 1               | 3               | WCL                | 3                  | 4                  | CdL         | 6           | 5           | 22     | 22     |
| Totale Manchester City | Totale Manchester City | Totale Manchester City | 18         | 11         |                 | ?               | ?               |                    | 6                  | 4                  |             | -           | -           | 24+    | 15+    |
| 2020-2021              | Wolfsburg              | BL                     | 4          | 2          | CG              | -               | -               | UWCL               | 3                  | 0                  | -           | -           | -           | 7      | 2      |
| 2021-2022              | Wolfsburg              | BL                     | 11         | 6          | CG              | 4               | 0               | UWCL               | 6                  | 0                  | -           | -           | -           | 21     | 6      |
| Totale Wolfsburg       | Totale Wolfsburg       | Totale Wolfsburg       | 15         | 8          |                 | 4               | 0               |                    | 9                  | 0                  |             | -           | -           | 28     | 8      |
| Totale carriera        | Totale carriera        | Totale carriera        | 109        | 42         |                 | 17+             | 14+             |                    | 37                 | 7                  |             | -           | -           | 163+   | 63+    |

## Palmarès

### Club

#### Competizioni nazionali
- Campionato francese: 2

Olympique Lione: 2015-2016, 2016-2017
- Campionato tedesco: 1

Wolfsburg: 2021-2022
- Coppa di Francia: 2

Olympique Lione: 2015-2016, 2016-2017
- FA Women's Cup: 1

Manchester City: 2018-2019
- FA Women's League Cup: 1

Manchester City: 2018-2019
- Coppa di Germania: 1

Wolfsburg: 2021-2022

#### Competizioni internazionali
- UEFA Women's Champions League: 2

Olympique Lione: 2015-2016, 2016-2017

### Nazionale
- Campionato d'Europa under 17: 1

2012
- Campionato mondiale under 20: 1

2014

### Individuale
- Fritz-Walter-Medaille

 Oro 2015
 Argento 2014
- Capocannoniere della DFB-Pokal der Frauen: 1

2014-2015 (8 reti)